# Izadkhvast
Izadkhvast (persan : ايزدخواست, également romanisé Īzadkhvāst, Īzad Khvast, Īzad Khast, Yazd-e Khāst, Yazd-e Khvāst et Yezd-i-Khast ; aussi appelé Samīrum) est une ville de l'arrondissement central (bakhsh) du département d'Abadeh, dans la province du Fars, en Iran.  Au recensement de 2006, sa population était de 7 366 habitants, pour 1 803 familles.
C'est la première ville de la province du Fars sur l'autoroute Ispahan-Shiraz.
Le complexe d'Izadkhast est situé dans la province du Fars, à environ 135 km au sud de Ispahan. Il est composé du château d'Izadkhast, du Caravansérail d'Izadkhvast et d'un pont datant la période Séfévide. La structure du château est particulièrement intéressante à cause des différents styles architecturaux qui ont été utilisés lors de sa construction, de la période Sassanide jusqu'aux Kadjars. Cette architecture est unique, dans la mesure où seuls les matériaux de construction peuvent être comparés avec d'autres sites de la région.
Le site a été ajouté à la liste indicative du patrimoine mondial de l'UNESCO le 9 août 2007 dans la catégorie culturelle.

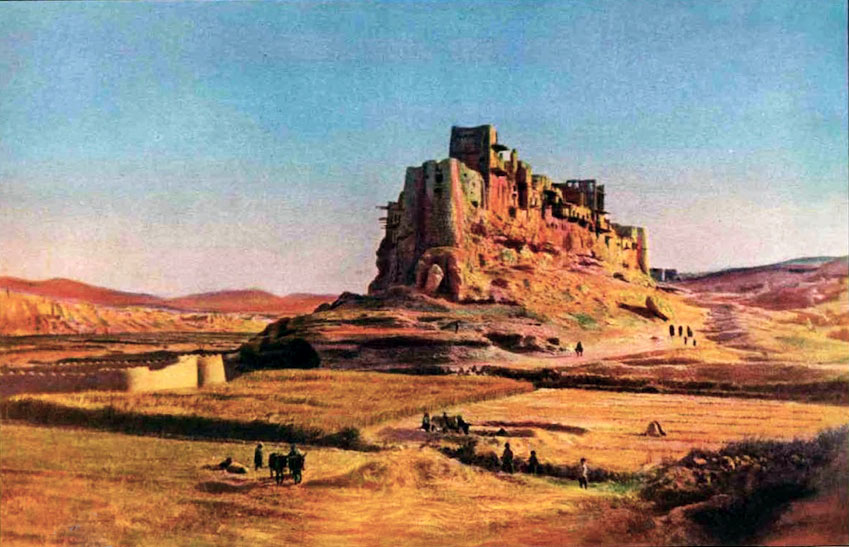
Peinture de 1920 représentant le château d'Izadkhvast.

Le château d'Izadkhvast construit durant l'Empire sassanide (224 à 651), est une ville fortifiée de la route de la soie, entre Chiraz et Ispahan, constituée d'adobe.

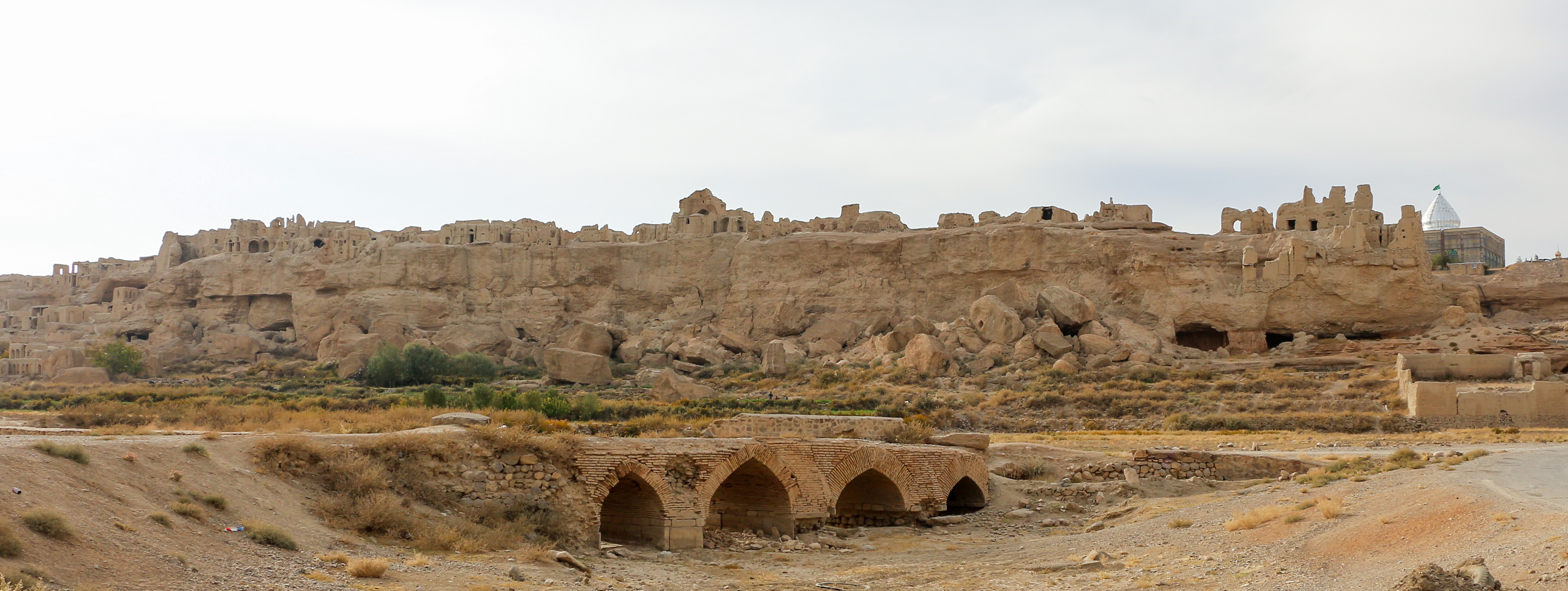
Ruines actuelles du château d'Izadkhvast.

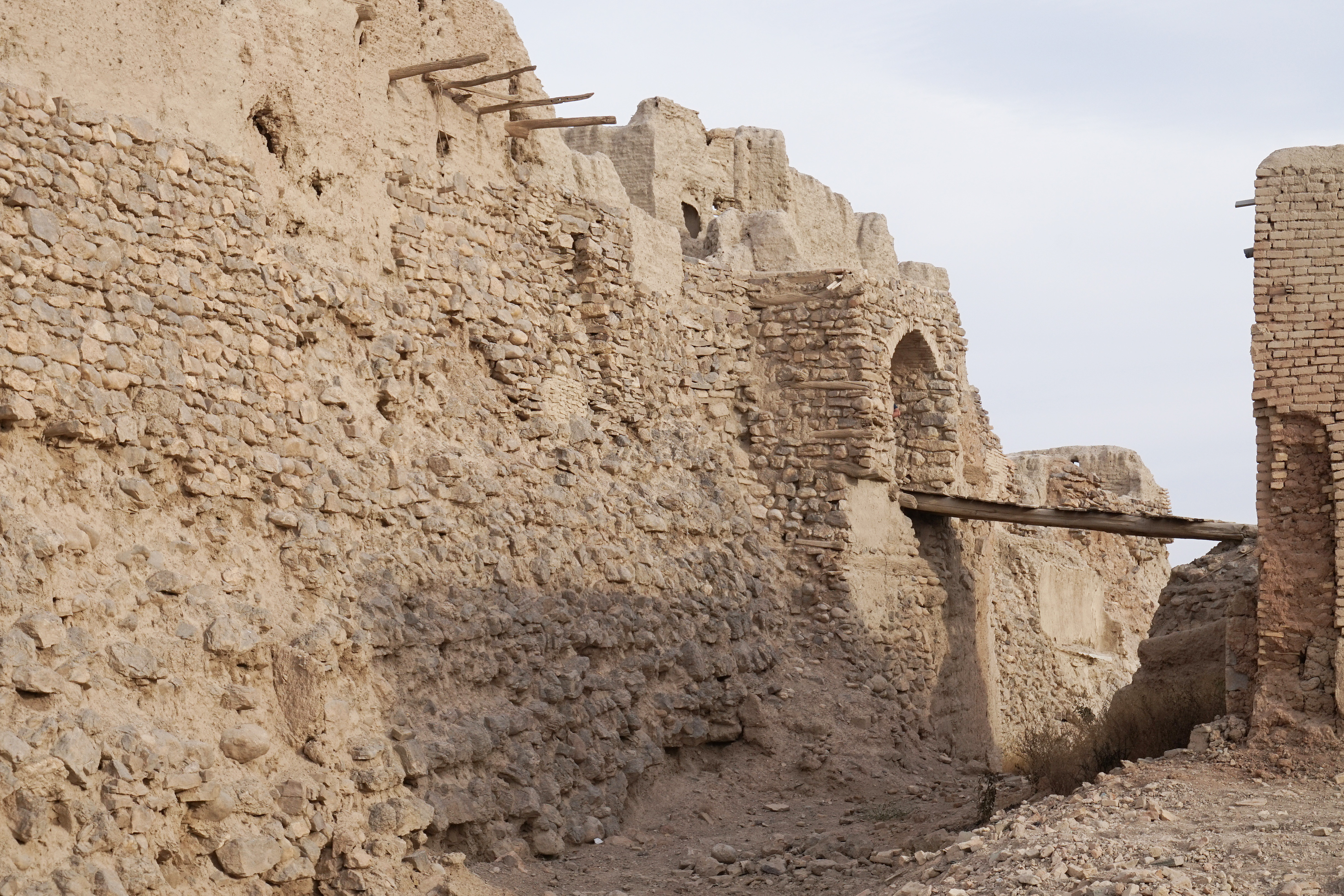
Pont-levis de la forteresse
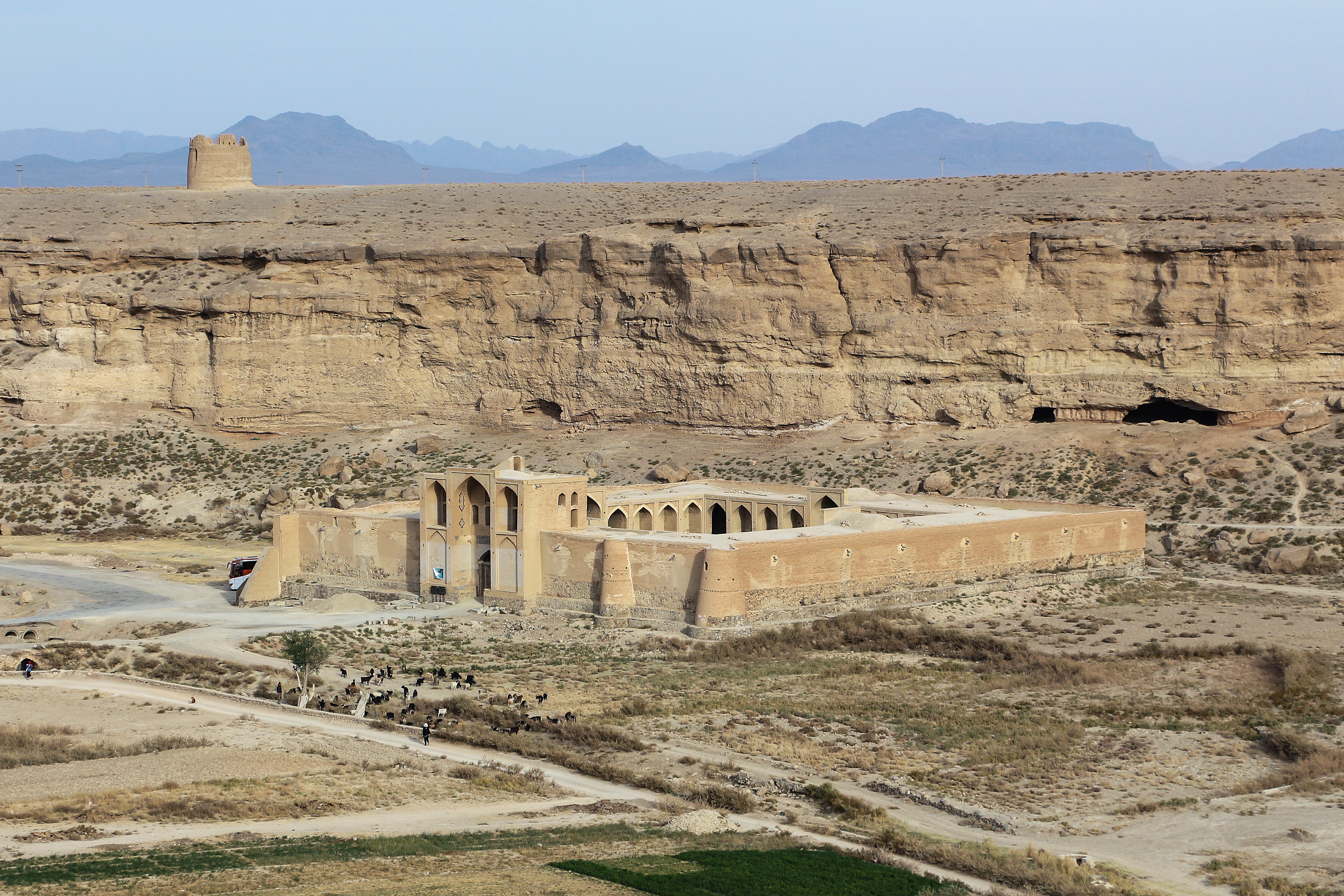
Caravansérail d'Ivadkhvast
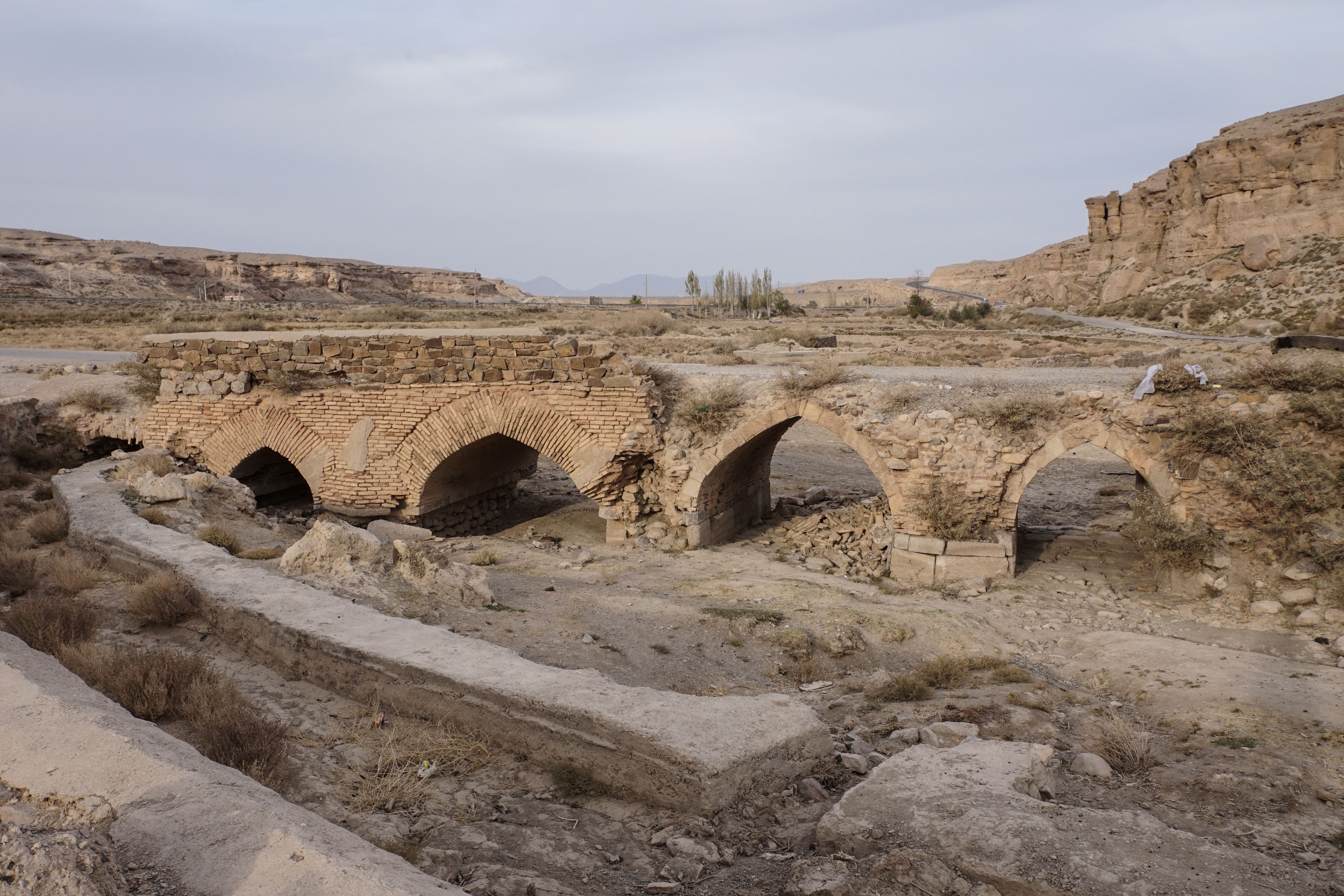
Pont de la période Séfévide